# جيلو إدواردز
جيلو إدواردز (23 سبتمبر 1942 في فريتاون - 2 يوليو 2004 في لندن)ممثلة سيراليونية. وهي أول امرأة من أصل أفريقي تدرس الدراما في مدرسة جيلدهول للموسيقى والدراما في لندن. كما كانت أيضا واحدة من أوائل الممثلات من أصل أفريقي اللائي شاركن في المُسلسل التلفزيوني الدرامي البريطاني «ديكسون الرصيف الأخضر» (بالإنجليزية: Dixon of Dock Green)‏.
على مدى أربعة عقود شاركت جيلو إدواردز في عدة أفلام وبرامج إذاعية وتلفزيونية ومسرحيات بريطانية، وتُعد من أبرز المُمثلات في صفوف المُمثلين من أصل أفريقي في المملكة المتحدة.

## روابط خارجية
جيلو إدواردز على موقع IMDb (الإنجليزية)
- جيلو إدواردز على موقع ألو سيني (الفرنسية)
- جيلو إدواردز على موقع أول موفي (الإنجليزية)
- جيلو إدواردز على موقع قاعدة بيانات الأفلام السويدية (السويدية)
- جيلو إدواردز على موقع ديسكوغز (الإنجليزية)
- جيلو إدواردز على موقع قاعدة بيانات الفيلم (الإنجليزية)
- جيلو إدواردز على موقع كينوبويسك (الروسية)